# My Head & My Heart
My Head & My Heart – singel amerykańskiej piosenkarki Avy Max, wydany 19 listopada 2020 roku przez Atlantic Records, jako ósmy singiel z debiutanckiego albumu studyjnego Heaven & Hell.
My Head & My Heart zadebiutował na 45 miejscu na liście US Billboard Hot 100.

## Historia wydania
Tworzenie „My Head & My Heart” miało miejsce od września do listopada 2020 roku. Utwór został wyprodukowany przez Jonasa Blue, Earwulfa i Cirkuta.

## Wydajność komercyjna
W Stanach Zjednoczonych „My Head & My Heart” zadebiutował na 45 miejscu na liście Billboard Hot 100. „My Head & My Heart” uzyskał status platynowej płyty od Recording Industry Association of America w dniu 1 czerwca 2022 roku.

## Występy na żywo
Ava Max pojawiła się w programie Jimmy Kimmel Live! aby wykonać „My Head & My Heart” 25 lutego 2021 roku, co zbiegło się z premierą teledysku.

## Teledysk
Teledysk do piosenki został wyreżyserowany przez Charm La’Donna i Emila Navę i przedstawia Avę Max i grupę tancerzy.

## Certyfikaty
| Kraj                         | Certyfikat         |
| ---------------------------- | ------------------ |
| Australia (ARIA)             | platynowa płyta    |
| Austria (IFPI)               | platynowa płyta    |
| Brazylia (Pro-Música Brasil) | 2x platynowa płyta |
| Kanada (Music Canada)        | 2x platynowa płyta |
| Włochy (FIMI)                | platynowa płyta    |
| Norwegia (IFPI Norge)        | złota płyta        |
| Polska (ZPAV)                | 2x platynowa płyta |
| Wielka Brytania (BPI)        | platynowa płyta    |
| Stany Zjednoczone (RIAA)     | platynowa płyta    |